# Anton von Tschurtschenthaler
Anton von Tschurtschenthaler (* 23. Dezember 1888 in Bozen, Österreich-Ungarn; † 1. Jänner 1967 in Bozen, Italien) war 1916 Kompanieführer der Kaiserjäger am Col di Lana.

## Leben
Die Tiroler Familie Tschurtschenthaler stammt aus Sexten. Franz Alois Tschurtschenthaler (1809–1878) ließ sich in Bozen nieder, war im Bankgeschäft und als Weingroßhändler tätig. Er war von 1868 bis 1871 Präsident der Handels- und Gewerbekammer Bozen und von 1864 bis 1874 Vize-Bürgermeister der Stadt Bozen.
Sein Sohn Hermann wurde gemeinsam mit vier Brüdern 1893 mit dem Prädikat von Helmheim in den Adelsstand erhoben. Das jüngste seiner elf Kinder war Anton von Tschurtschenthaler, der als Held vom Col di Lana in die österreichische Militärgeschichte einging. Oberleutnant von Tschurtschenthaler war Kompanieführer der Kaiserjäger am Col di Lana, als dieser in der Nacht vom 17. auf den 18. April 1916 gesprengt wurde.
Nach italienischer Kriegsgefangenschaft wanderte er nach New York aus, wo einer seiner Brüder lebte. In der Folge etablierte er sich in der Dominikanischen Republik als Farmer, bevor er aus Gesundheitsgründen nach Europa zurückkehrte. Dort war er zuerst in Innsbruck, dann in München im Bankgewerbe tätig.
Im Zweiten Weltkrieg diente von Tschurtschenthaler, der im Zuge der Option die deutsche Staatsangehörigkeit angenommen hatte, als Oberstleutnant im Stabe der militärischen Verwaltung in München, bevor er 1944 zum Platzkommandanten von Bologna beordert wurde. 1945 wurde er von Partisanen gefangen und von einem Partisanengericht zum Tod durch Erschießen verurteilt. Bevor es dazu kam, wurde er aber von Amerikanern in reguläre Kriegsgefangenschaft überführt, aus der er nach wenigen Monaten entlassen wurde und heimkehren konnte.
1944 heiratete er Nini von Strobele. Nach dem Zweiten Weltkrieg kehrte er nach Südtirol zurück und wurde Direktor des Zentralverbandes der Südtiroler Weinbau- und Kellereigenossenschaften.